# گیلین ندومبو-نسونگو
گیلین ندومبو-نسونگو (انگلیسی: Guylain Ndumbu-Nsungu؛ زادهٔ ۲۶ دسامبر ۱۹۸۲) بازیکن فوتبال اهل جمهوری دموکراتیک کنگو است.
از باشگاه‌هایی که در آن بازی کرده‌است می‌توان به باشگاه فوتبال گیلینگام، باشگاه فوتبال پرستون نورث اند، باشگاه فوتبال کولچستر یونایتد، باشگاه فوتبال کاردیف سیتی، باشگاه فوتبال برادفورد سیتی، باشگاه فوتبال دارلینگتون، باشگاه فوتبال شفیلد ونزدی، و باشگاه ورزشی آمیان اشاره کرد.